# Gran Premio de España de Motociclismo de 1989
El Gran Premio de España de Motociclismo de 1989 fue la cuarta prueba de la temporada 1989 del Campeonato Mundial de Motociclismo. El Gran Premio se disputó el 30 de abril de 1989 en el Circuito de Jerez.

## Resultados 500cc
El estadounidense Eddie Lawson (Honda) conseguía una inesperada victoria ya que el también estadounidense Kevin Schwantz (Suzuki) había conseguido la pole position y la vuelta rápida y estaba claramente liderando la carrera cuando en la vuelta 24 derrapó y se cayó. Wayne Rainey y Niall Mackenzie completaron el podio. Los dos pilotos estadounidense se destacan al frente de la clasificación general con 71 puntos para Lawson y 61 para Rainey.
| Pos.     | Piloto                | Equipo                                   | Moto   | Tiempo    | Pts. |
| -------- | --------------------- | ---------------------------------------- | ------ | --------- | ---- |
| 1        | Eddie Lawson          | Rothmans Kanemoto Honda                  | Honda  | 55:11.260 | 20   |
| 2        | Wayne Rainey          | Team Lucky Strike Roberts                | Yamaha | +10.170   | 17   |
| 3        | Niall Mackenzie       | Marlboro Yamaha Team Agostini            | Yamaha | +17.480   | 15   |
| 4        | Christian Sarron      | Sonauto Gauloises Blondes Yamaha Mobil 1 | Yamaha | +27.300   | 13   |
| 5        | Freddie Spencer       | Marlboro Yamaha Team Agostini            | Yamaha | +51.000   | 11   |
| 6        | Pierfrancesco Chili   | HB Honda Gallina Team                    | Honda  | +1:19.040 | 10   |
| 7        | Ron Haslam            | Suzuki Pepsi Cola                        | Suzuki | +1:29.450 | 9    |
| 8        | Tadahiko Taira        | Yamaha Motor Company                     | Yamaha | +1:43.440 | 8    |
| 9        | Dominique Sarron      | Team ROC Elf Honda                       | Honda  | +1:46.870 | 7    |
| 10       | Alessandro Valesi     | Team Iberia                              | Yamaha | +1:53.860 | 6    |
| 11       | Massimo Broccoli      | Cagiva Corse                             | Cagiva | +1 Vuelta | 5    |
| 12       | Marco Gentile         | Fior Marlboro                            | Fior   | +1 Vuelta | 4    |
| 13       | Simon Buckmaster      | Racing Team Katayama                     | Honda  | +1 Vuelta | 3    |
| 14       | Juan López Mella      | Club Motocross Pozuelo                   | Honda  | +1 Vuelta | 2    |
| 15       | Eddie Laycock         |                                          | Honda  | +1 Vuelta | 1    |
| 16       | Bruno Kneubühler      | Romer Racing Suisse                      | Honda  | +1 Vuelta |      |
| 17       | Claude Albert         |                                          | Suzuki | +1 Vuelta |      |
| 18       | Josef Doppler         |                                          | Honda  | +1 Vuelta |      |
| 19       | Steve Williams        | Flower Motorcycles                       | Honda  | +1 Vuelta |      |
| 20       | Michael Rudroff       | HRK Motors                               | Honda  | +1 Vuelta |      |
| 21       | Ian Pratt             | Racing Team Katayama                     | Honda  | +1 Vuelta |      |
| 22       | Fabian Pilloud        |                                          | Honda  | +1 Vuelta |      |
| Ret      | Nicholas Schmassman   | FMS                                      | Honda  | Ret       |      |
| Ret      | Andreas Leuthe        | Librenti Corse                           | Suzuki | Ret       |      |
| Ret      | Kevin Schwantz        | Suzuki Pepsi Cola                        | Suzuki | Ret       |      |
| Ret      | Randy Mamola          | Cagiva Corse                             | Cagiva | Ret       |      |
| Ret      | Fernando González     | Club Motocross Pozuelo                   | Honda  | Ret       |      |
| Ret      | Marco Papa            | Team Greco                               | Paton  | Ret       |      |
| Ret      | Mick Doohan           | Rothmans Honda Team                      | Honda  | Ret       |      |
| DNQ      | Larry Moreno Vacondio |                                          | Suzuki | DNQ       |      |
| Fuentes: |                       |                                          |        |           |      |

## Resultados 250cc
El italiano Luca Cadalora no consiguió se deja sorprender por el español Sito Pons y se adjudicó la victoria. El de Honda se conformó con el segundo puesto para conservar el liderato en la clasificación. Pons se va de Jerez con 67 puntos, a tan solo dos de Cadalora.
| Pos. | Piloto                    | Moto      | Tiempo    | Pts. |
| ---- | ------------------------- | --------- | --------- | ---- |
| 1    | Luca Cadalora             | Yamaha    | 46:46.300 | 20   |
| 2    | Sito Pons                 | Honda     | +2.090    | 17   |
| 3    | Jean-Philippe Ruggia      | Yamaha    | +11.030   | 15   |
| 4    | Juan Garriga              | Yamaha    | +13.870   | 13   |
| 5    | Carlos Cardús             | Honda     | +16.100   | 11   |
| 6    | Reinhold Roth             | Honda     | +42.760   | 10   |
| 7    | Masahiro Shimizu          | Honda     | +50.090   | 9    |
| 8    | Martin Wimmer             | Aprilia   | +55.650   | 8    |
| 9    | Garry Cowan               | Yamaha    | +1:03.610 | 7    |
| 10   | Wilco Zeelenberg          | Honda     | +1:09.470 | 6    |
| 11   | Ivan Palazzese            | Aprilia   | +1:13.260 | 5    |
| 12   | Daniel Amatriaín          | Honda     | +1:16.500 | 4    |
| 13   | Jochen Schmid             | Honda     | +1:16.760 | 3    |
| 14   | Alberto Rota              | Aprilia   | +1:18.050 | 2    |
| 15   | Stefano Caracchi          | Honda     | +1:19.040 | 1    |
| 16   | Harald Eckl               | Aprilia   | +1:25.460 |      |
| 17   | Andreas Preining          | Aprilia   | +1:26.660 |      |
| 18   | Adrien Morillas           | Yamaha    | +1:41.450 |      |
| 19   | Kevin Mitchell            | Yamaha    | +1:41.710 |      |
| 20   | Javier Cardelús           | JJ Cobas  | +1:51.550 |      |
| 21   | Patrick van den Goorbergh | Yamaha    | +1 Vuelta |      |
| 22   | Bernard Haenggeli         | Yamaha    | +1 Vuelta |      |
| Ret  | Alain Bronec              | Aprilia   | Ret       |      |
| Ret  | Renzo Colleoni            | Aprilia   | Ret       |      |
| Ret  | Fausto Ricci              | Aprilia   | Ret       |      |
| Ret  | Jean Foray                | Yamaha    | Ret       |      |
| Ret  | Bruno Bonhuil             | Yamaha    | Ret       |      |
| Ret  | Luis Maurel               | Yamaha    | Ret       |      |
| Ret  | August Auinger            | Yamaha    | Ret       |      |
| Ret  | Loris Reggiani            | Honda     | Ret       |      |
| Ret  | Jacques Cornu             | Honda     | Ret       |      |
| Ret  | Alberto Puig              | Yamaha    | Ret       |      |
| Ret  | Helmut Bradl              | Honda     | Ret       |      |
| Ret  | Didier de Radiguès        | Aprilia   | Ret       |      |
| Ret  | Paolo Casoli              | Honda     | Ret       |      |
| DNQ  | Bernard Schick            | Yamaha    | DNQ       |      |
| DNQ  | Urs Jücker                | Yamaha    | DNQ       |      |
| DNQ  | Frédéric Protat           | Aprilia   | DNQ       |      |
| DNQ  | Alexander Barros          | Yamaha    | DNQ       |      |
| DNQ  | Luis Lavado               | Yamaha    | DNQ       |      |
| DNQ  | Andrew Leisner            | Honda     | DNQ       |      |
| DNQ  | Engelbert Neumair         | Aprilia   | DNQ       |      |
| DNQ  | Virginio Ferrari          | Gazzaniga | DNQ       |      |
| DNQ  | Manuel Martin             | Yamaha    | DNQ       |      |
| DNQ  | Anselmo Lasaosa           | Yamaha    | DNQ       |      |
| DNQ  | Antonio Torraba           | Cobas     | DNQ       |      |

## Resultados 125cc
El español Álex Crivillé (JJ Cobas) consiguió una inapelable victoria donde no dio opción a ninguno de sus rivales para que le pudieran seguir la estela. La victoria acerca al catalán a cuatro puntos del liderato que aún está en poder del italiano Ezio Gianola, cuarto en este Gran Premio.
| Pos. | Piloto               | Moto      | Tiempo    | Pos. Parrilla | Pts. |
| ---- | -------------------- | --------- | --------- | ------------- | ---- |
| 1    | Àlex Crivillé        | JJ Cobas  | 43:39.380 | 1             | 20   |
| 2    | Jorge Martínez Aspar | Derbi     | +6.300    | 3             | 17   |
| 3    | Kohji Takada         | Honda     | +9.170    | 11            | 15   |
| 4    | Ezio Gianola         | Honda     | +24.340   | 4             | 13   |
| 5    | Fausto Gresini       | Aprilia   | +29.810   | 17            | 11   |
| 6    | Allan Scott          | Honda     | +34.390   | 5             | 10   |
| 7    | Julián Miralles      | Derbi     | +34.830   | 14            | 9    |
| 8    | Hisashi Unemoto      | Honda     | +35.010   | 15            | 8    |
| 9    | Herri Torrontegui    | Honda     | +36.230   | 6             | 7    |
| 10   | Luis Miguel Reyes    | Honda     | +42.580   | 7             | 6    |
| 11   | Stefan Prein         | Honda     | +57.200   | 12            | 5    |
| 12   | Adi Stadler          | Honda     | +57.560   | 20            | 4    |
| 13   | Robin Milton         | Honda     | +57.740   | 18            | 3    |
| 14   | Lucio Pietroniro     | Honda     | +59.440   | 19            | 2    |
| 15   | Taru Rinne           | Honda     | +1:05.190 | 21            | 1    |
| 16   | Robin Appleyard      | Honda     | +1:07.800 | 26            |      |
| 17   | Antonio Oliveros     | Honda     | +1:08.020 | 34            |      |
| 18   | Ricardo Jove         | JJ Cobas  | +1:14.000 | 25            |      |
| 19   | Johnny Wickström     | Honda     | +1:25.100 | 27            |      |
| 20   | Jean-Claude Selini   | Honda     | +1:30.070 | 36            |      |
| 21   | Luis d'Antín         | Honda     | +1:30.250 | 23            |      |
| 22   | Reinhard Strack      | Honda     | +1:45.440 | 32            |      |
| 23   | Gastone Grassetti    | Aprilia   | +1:53.460 | 29            |      |
| 24   | Mike Leitner         | Honda     | +1:59.190 |               |      |
| Ret  | Flemming Kistrup     | Honda     | Ret       |               |      |
| Ret  | Hans Spaan           | Honda     | Ret       |               |      |
| Ret  | Heinz Lüthi          | Honda     | Ret       |               |      |
| Ret  | Othmar Schuler       | Honda     | Ret       |               |      |
| Ret  | Antonio Sánchez      | Honda     | Ret       |               |      |
| Ret  | Doriano Romboni      | Honda     | Ret       |               |      |
| Ret  | Thierry Feuz         | Honda     | Ret       |               |      |
| Ret  | Manuel Hernández     | Honda     | Ret       |               |      |
| Ret  | Rafael Roses         | Honda     | Ret       |               |      |
| Ret  | Bruno Casanova       | Aprilia   | Ret       |               |      |
| Ret  | Stefan Dörflinger    | Aprilia   | Ret       |               |      |
| Ret  | Bady Hassaine        | Honda     | Ret       |               |      |
| DNS  | Javier Debón         | JJ-Cobas  | DNS       |               |      |
| DNQ  | Alfred Waibel        | Honda     | DNQ       |               |      |
| DNQ  | Corrado Catalano     | Gazzaniga | DNQ       |               |      |
| DNQ  | Hubert Abold         | Rotax     | DNQ       |               |      |
| DNQ  | Javier Arumi         | Honda     | DNQ       |               |      |
| DNQ  | Hervé Duffard        | Honda     | DNQ       |               |      |
| DNQ  | Manfred Thurmayer    | Honda     | DNQ       |               |      |
| DNQ  | René Dünki           | LCR       | DNQ       |               |      |
| DNQ  | Serge Julin          | Honda     | DNQ       |               |      |
| DNQ  | Bogdan Nikolov       | Honda     | DNQ       |               |      |
| DNQ  | Marc Grau            | Arbizu    | DNQ       |               |      |
| DNQ  | Joan Esteve          | Honda     | DNQ       |               |      |
| DNQ  | Alex Bedford         | EMC       | DNQ       |               |      |
| DNQ  | Ralf Waldmann        | Rotax     | DNQ       |               |      |
| DNQ  | Antonio Bono         | JJ Cobas  | DNQ       |               |      |
| DNQ  | Andrés Sánchez       | JJ Cobas  | DNQ       |               |      |
| DNQ  | Jörg Seel            | Seel      | DNQ       |               |      |
| DNQ  | Jos van Dongen       | Casal     | DNQ       |               |      |
| DNQ  | José Miralles        | Honda     | DNQ       |               |      |
| DNQ  | Trevor Manley        | Honda     | DNQ       |               |      |
| DNQ  | Pier Paolo Bianchi   | Seel      | DNQ       |               |      |
| DNQ  | Bert Smit            | Honda     | DNQ       |               |      |
| DNQ  | Vicente Rocher       | Honda     | DNQ       |               |      |
| DNQ  | Paul Bordes          | Honda     | DNQ       |               |      |
| DNQ  | Alain Guilhat        | Honda     | DNQ       |               |      |
| DNQ  | Manuel Gamez         | Honda     | DNQ       |               |      |
| DNQ  | Carlos Romero        | Honda     | DNQ       |               |      |
| DNQ  | José Fombuena        | Rotax     | DNQ       |               |      |
| DNQ  | Gabriele Gnani       | Gnani     | DNQ       |               |      |
| DNQ  | Stuart Edwards       | Honda     | DNQ       |               |      |
| DNQ  | Juan Muňoz           | Rotax     | DNQ       |               |      |

## Resultados 80cc
El piloto español Herri Torrontegui consigue la primera victoria de su palamrés cuando acababa de cumplir los 22 años. Con esta victoria, y contando que es el primer Gran Premio de la categoría de 80 cc, el vasco se convierte en el primer líder de la clasificación general.
| Pos. | Piloto               | Moto        | Tiempo     | Pts. |
| ---- | -------------------- | ----------- | ---------- | ---- |
| 1    | Herri Torrontegui    | Krauser     | 37:12.510  | 20   |
| 2    | Stefan Dörflinger    | Krauser     | +2.850     | 17   |
| 3    | Peter Öttl           | Krauser     | +35.980    | 15   |
| 4    | Bogdan Nikolov       | Krauser     | +37.890    | 13   |
| 5    | Manuel Herreros      | Derbi       | +40.560    | 11   |
| 6    | José Saez            | Krauser     | +40.970    | 10   |
| 7    | Antonio Sánchez      | JJ Cobas    | +41.710    | 9    |
| 8    | Ralf Waldmann        | Seel        | +55.950    | 8    |
| 9    | Jaime Mariano        | Casal       | +58.240    | 7    |
| 10   | Gabriele Gnani       | Gnani       | +1:20.730  | 6    |
| 11   | Paolo Priori         | Krauser     | +1:22.040  | 5    |
| 12   | Hans Koopman         | Ziegler     | +1:26.530  | 4    |
| 13   | René Dünki           | LCR-Krauser | +1:34.450  | 3    |
| 14   | Jörg Seel            | Seel        | +1:40.100  | 2    |
| 15   | Bert Smit            | Krauser     | +1:53.450  | 1    |
| 16   | Reiner Koster        | Kroko       | +1 Vuelta  |      |
| 17   | Stefan Brägger       | Casal       | +1 Vuelta  |      |
| 18   | Paul Bordes          | RB          | +1 Vuelta  |      |
| 19   | Joaquim Galí         | Krauser     | +1 Vuelta  |      |
| 20   | Reiner Scheidhauer   | Seel        | +1 Vuelta  |      |
| 21   | Matthias Ehinger     | BMC         | +1 Vuelta  |      |
| 22   | Thomas Engl          | Krauser     | +1 Vuelta  |      |
| 23   | Alojz Pavlič         | Seel        | +1 Vuelta  |      |
| 24   | Undine Kummer        | Krauser     | +1 Vuelta  |      |
| 25   | Alberto Fernández    | Minarelli   | +2 Vueltas |      |
| Ret  | Luis Álvaro          | Krauser     | Ret        |      |
| Ret  | Joaquin Machado      | Krauser     | Ret        |      |
| Ret  | Günter Schirnhofer   | Krauser     | Ret        |      |
| Ret  | Vicente Rocher       | Casal       | Ret        |      |
| Ret  | Jos van Dongen       | Casal       | Ret        |      |
| Ret  | Jorge Martínez Aspar | Derbi       | Ret        |      |
| Ret  | Heinz Paschen        | Casal       | Ret        |      |
| Ret  | Jacques Bernard      | Fantic      | Ret        |      |
| Ret  | Janez Pintar         | Eberhardt   | Ret        |      |
| Ret  | Joaquin Alós         | Arbizu      | Ret        |      |
| Ret  | Javier Arumi         | Krauser     | Ret        |      |
| DNS  | Kees Besseling       | CJB         | DNS        |      |
| DNQ  | Antonio Monteiro     | Casal       | DNQ        |      |
| DNQ  | Luis Metello         | Huvo        | DNQ        |      |
| DNQ  | Manuel Gámez         | KTH         | DNQ        |      |
| DNQ  | Anton Gholy          | Casal       | DNQ        |      |
| DNQ  | Daniel Pinheiro      | Casal       | DNQ        |      |